# Boronella crassifolia
Boronella crassifolia är en vinruteväxtart som beskrevs av André Guillaumin. Boronella crassifolia ingår i släktet Boronella och familjen vinruteväxter. Inga underarter finns listade i Catalogue of Life.